# Дубёнское сельское поселение
Дубёнское се́льское поселе́ние — муниципальное образование в Дубёнском районе Мордовии Российской Федерации.
Административный центр — село Дубёнки.

## История
Статус и границы сельского поселения установлены Законом Республики Мордовия от 28 декабря 2004 года № 118-З «Об установлении границ муниципальных образований Дубёнского муниципального района, Дубёнского муниципального района и наделении их статусом сельского поселения и муниципального района».
Законом от 24 апреля 2019 года, в Дубёнское сельское поселение (сельсовет) были включены все населённые пункты упразднённого Березовского сельского поселения (сельсовета).

## Население
| 2002  | 2010  | 2012  | 2013  | 2014  | 2015  | 2016  |
| ----- | ----- | ----- | ----- | ----- | ----- | ----- |
| 3581  | ↘3325 | ↘3241 | ↗3311 | ↗3324 | ↗3325 | ↘3274 |
| 2017  | 2018  | 2019  | 2020  | 2021  |       |       |
| ↗3280 | ↘3210 | ↘3133 | ↗3440 | ↗3805 |       |       |

## Состав сельского поселения
| № | Населённый пункт | Тип населённого пункта | Население |
| - | ---------------- | ---------------------- | --------- |
| 1 | Дубёнки          | село                   | ↗3307     |
| 2 | Пашевка          | посёлок                | ↘4        |
| 3 | Свиносовхоз      | посёлок                | ↘461      |
| 4 | Соловьёвка       | посёлок                | ↘10       |
| 5 | Чкалово          | деревня                | ↘58       |

## Местное самоуправление
Главы администрации
- Кокнаев Алексей Владимирович